# La ética protestante y el espíritu del capitalismo
La ética protestante y el espíritu del capitalismo (en alemán: Die protestantische Ethik und der Geist des Kapitalismus) es un libro escrito por el sociólogo, economista y político alemán Max Weber. Comenzó como una serie de ensayos, el texto alemán original fue compuesto en 1904 y 1905, y fue traducido al inglés por primera vez por el sociólogo estadounidense Talcott Parsons en 1930. Se considera un texto fundacional en sociología económica y una contribución histórica al  pensamiento sociológico en general.
En el libro, Weber escribió que el capitalismo en Europa del Norte evolucionó cuando la ética Protestante (particularmente  Calvinista) influyó en un gran número de personas para que se dedicaran al trabajo en el mundo secular, desarrollando  empresas y participando en el comercio y la acumulación de riqueza para la inversión. En otras palabras, la Ética protestante del trabajo fue una fuerza importante detrás del surgimiento no planificado y descoordinado del capitalismo moderno. En su libro, además de los calvinistas, Weber también habla sobre los luteranos (especialmente pietistas, pero también señala diferencias entre luteranos tradicionales y calvinistas), metodistas, bautistas, cuáqueros y Moravos (refiriéndose específicamente a la comunidad basada en Herrnhut bajo la dirección espiritual de Count von Zinzendorf. En 1998, la Asociación Internacional de Sociología enumeró este trabajo como el cuarto libro sociológico más importante del siglo XX, después de Economía y Sociedad de Weber, Mills La imaginación sociológica, y Teoría social y estructura social de Merton. Es el octavo libro más citado en ciencias sociales publicado antes de 1950.

## Resumen

### Conceptos básicos
Aunque no es un estudio detallado del protestantismo, sino más bien una introducción a los estudios posteriores de Weber sobre la interacción entre varias ideas religiosas y la economía (La religión de China: confucianismo y taoísmo 1915, La religión de la India: La sociología del hinduismo y el budismo 1916, y Judaísmo antiguo 1917), La ética protestante y el espíritu del capitalismo argumenta que la ética e ideas protestantes influyeron en el desarrollo del capitalismo. El «espíritu del capitalismo» no se refiere al espíritu en el sentido metafísico sino a un conjunto de valores, el espíritu de trabajo duro y progreso.
La devoción religiosa, sostiene Weber, suele ir acompañada de un rechazo de los asuntos mundanos, incluida la búsqueda de riquezas y posesiones. Para ilustrar su teoría, Weber cita los escritos éticos de Benjamin Franklin:

Recuerde que «el tiempo es dinero». El que puede ganar diez chelines diarios con su trabajo y se va al extranjero o se queda desocupado la mitad de ese día, aunque gaste sólo seis peniques durante su diversión o su ocio, no debe considerar «ese» el único gasto; realmente ha gastado, o más bien tirado, cinco chelines además. [...] Recuerde que el dinero es la «naturaleza prolífica y generadora». El dinero puede engendrar dinero y su descendencia puede engendrar más, y así sucesivamente. Cinco chelines convertidos son seis, convertidos de nuevo son siete y tres peniques, y así sucesivamente, hasta que se conviertan en cien libras. Cuanto más hay, más produce en cada giro, de modo que las ganancias aumentan cada vez más rápido. El que mata una cerda reproductora, destruye toda su prole hasta la milésima generación. El que asesina una corona, destruye todo lo que podría haber producido, incluso decenas de libras.

Weber señala que esta no es una filosofía de mera codicia, sino una declaración cargada de lenguaje moral. De hecho, Franklin afirma que Dios le reveló la utilidad de la virtud.: 9–12 
La Reforma afectó profundamente la visión del trabajo, dignificando incluso las profesiones más mundanas como un agregado al bien común y, por lo tanto, bendecidas por Dios, tanto como cualquier llamado «sagrado» (alemán: Ruf). Una ilustración común es la de un zapatero, encorvado sobre su trabajo, que dedica todo su esfuerzo a la alabanza de Dios.
Para enfatizar la ética del trabajo en el protestantismo en relación con los católicos, señala un problema común que enfrentan los industriales cuando emplean trabajadores precapitalistas: los empresarios agrícolas intentarán alentar el tiempo dedicado a la cosecha ofreciendo un salario más alto, con la expectativa de que los trabajadores vean el tiempo dedicado al trabajo como más valioso y, por lo tanto, participen más tiempo. Sin embargo, en las sociedades precapitalistas, esto a menudo da como resultado que los trabajadores gasten «menos» tiempo en la cosecha. Los trabajadores juzgan que pueden ganar lo mismo, mientras pasan menos tiempo trabajando y tienen más tiempo libre. También señala que las sociedades que tienen más protestantes son las que tienen una economía capitalista más desarrollada.: 15–16 
Es particularmente ventajoso en las ocupaciones técnicas que los trabajadores estén extremadamente dedicados a su oficio. Ver el oficio como un fin en sí mismo, o como un «llamado», sería muy útil para esta necesidad. Esta actitud es bien notada en ciertas clases que han soportado la educación religiosa, especialmente de origen pietista.: 17 
Él define el espíritu del capitalismo como las ideas y espíritu que favorecen la  racional búsqueda de ganancia económica: «No obstante, utilizaremos provisionalmente la expresión “espíritu del capitalismo” por esa actitud que, en la persecución de una vocación [berufsmäßig], se esfuerza sistemáticamente por obtener ganancias por sí mismo, de la manera ejemplificada por Benjamin Franklin».: 19 
Weber señala que ese espíritu no se limita exclusivamente a la cultura occidental si se lo entiende simplemente como una actitud individual. Sin embargo, dichos individuos —a quienes él denomina empresarios heroicos— no fueron capaces, por sí solos, de instaurar un nuevo orden económico, es decir, el capitalismo. Además, advirtió que el espíritu del capitalismo podía desvincularse de la religión, y que muchos de los capitalistas apasionados de su tiempo eran fervientemente anticlericales o, al menos, indiferentes hacia la Iglesia. Por otra parte, actitudes como el deseo de obtener ganancias con el menor esfuerzo posible, considerar el trabajo como una carga indeseada o limitarse a lo estrictamente necesario para llevar una vida modesta eran comunes en la sociedad. Como escribió en sus ensayos:

Para que una forma de vida bien adaptada a las peculiaridades del capitalismo... pudiera llegar a dominar a otros, tenía que originarse en algún lugar, y no solo en individuos aislados, sino como una forma de vida común a todos los grupos de hombres.

Después de definir el «espíritu del capitalismo», Weber sostiene que hay muchas razones para encontrar sus orígenes en las ideas religiosas de la Reforma protestante. Muchos otros como William Petty, Montesquieu, Henry Thomas Buckle, John Keats han notado la afinidad entre el protestantismo y el desarrollo del comercialismo.
Weber muestra que ciertas ramas del protestantismo habían apoyado actividades mundanas dedicadas a la ganancia económica, considerándolas dotadas de significado moral y espiritual. Este reconocimiento no fue un objetivo en sí mismo; más bien fueron un subproducto de otras doctrinas de fe que alentaron la planificación, el trabajo arduo y la abnegación en la búsqueda de las riquezas mundanas.: 57 

### Orígenes de la ética laboral protestante
Weber sitúa los orígenes de la ética protestante en la Reforma, aunque reconoce que ya en la Edad Media existía cierto aprecio por el trabajo secular cotidiano. La Iglesia católica ofrecía a los fieles la seguridad de la salvación a través de la aceptación de los sacramentos y la obediencia a la autoridad clerical. No obstante, la Reforma eliminó en gran medida esas garantías. Desde una perspectiva psicológica, la persona común tuvo dificultades para adaptarse a esta nueva concepción del mundo, y solo los creyentes más devotos o «genios religiosos» lograron hacer frente a este cambio, entre ellos Martín Lutero.
En ausencia de tales garantías por parte de la autoridad religiosa, Weber argumentó que los protestantes comenzaron a buscar otras «señales» que indicaran su salvación. Calvino y sus seguidores enseñaban la doctrina de la doble predestinación, según la cual Dios había elegido desde el principio a algunas personas para la salvación y a otras para la condenación. Esta imposibilidad de influir en el propio destino planteaba un desafío profundo para los fieles calvinistas. Se convirtió en un deber absoluto creer que uno fue elegido para la salvación y despejar cualquier duda al respecto: la falta de confianza en uno mismo era evidencia de una fe débil y, por tanto, como un indicio de condenación. De este modo, la confianza en uno mismo reemplazó a la seguridad sacerdotal de la gracia de Dios.
El éxito mundano se convirtió en una medida de esa confianza en uno mismo. Lutero hizo un respaldo temprano a las divisiones emergentes de Europa. Weber identifica la aplicabilidad de las conclusiones de Lutero, señalando que una «vocación» de Dios ya no se limita al clero o la Iglesia, sino que se aplica a cualquier ocupación u oficio. Weber siempre había detestado el luteranismo por el servilismo que inspiraba hacia el estado burocrático. Cuando lo discutió en la «Ética protestante», usó el luteranismo como el principal ejemplo de la «unio mystica» que contrastaba marcadamente con la postura ascética. Más tarde asociaría a «Lutero, el exponente simbólico del despotismo burocrático, con la hostilidad ascética hacia el Eros, un ejemplo de la tendencia esporádica de Weber a vincular los modos de vida burocrático y ascético y oponerse a ambas perspectivas aristocráticas».
Sin embargo, Weber vio el cumplimiento de la ética protestante no en Luteranismo, que estaba demasiado preocupado con la recepción del espíritu divino en el alma, sino en el  Calvinismo y otras formas de cristianismo.: 32–33  La tendencia se llevó aún más lejos en el Pietismo.: 90  Los Bautistas diluyeron el concepto de la vocación en relación con los calvinistas, pero otros aspectos hicieron que sus feligreses fueran un terreno fértil para el desarrollo del capitalismo, a saber, la falta de ascetismo paralizante, la negativa a aceptar cargos estatales y, por lo tanto, desarrollarse políticamente, y la doctrina del control por la conciencia que provocó una rigurosa honestidad.: 102–104 
Lo que Weber argumentó, en términos simples:
- Según las nuevas religiones protestantes, un individuo estaba obligado religiosamente a seguir una vocación secular con tanto celo como fuera posible. Una persona que vive de acuerdo con esta visión del mundo tiene más probabilidades de acumular dinero.
- Las nuevas religiones (en particular, el calvinismo y otras sectas protestantes más austeras) promovieron con eficacia el dinero ganado con esfuerzo e identificaron la compra de lujos como un pecado. Las donaciones a la Iglesia o congregación de un individuo fueron limitadas debido al rechazo de ciertas sectas protestantes. Finalmente, la donación de dinero a los pobres o  caridad fue generalmente mal vista, ya que se consideraba que fomentaba la mendicidad. Esta condición social se percibía como pereza, una carga para el prójimo y una afrenta a Dios; al no trabajar, uno dejaba de glorificar a Dios.

La forma en que se resolvió este dilema, argumentó Weber, fue la inversión de este dinero, lo que dio un impulso extremo al capitalismo naciente de acumulación primitiva.

### La ética del trabajo protestante en la época de Weber
Cuando Weber escribió su ensayo, creía que los fundamentos religiosos de la ética protestante habían desaparecido en gran medida de la sociedad. Citó los escritos de Benjamin Franklin, que enfatizaban la frugalidad, el trabajo duro y el ahorro, pero en su mayoría estaban libres de contenido espiritual. Weber también atribuyó el éxito de la producción en masa en parte a la ética protestante. Solo después de que se despreciaran los lujos caros, las personas pudieron aceptar los productos uniformes, como ropa y muebles, que ofrecía la industrialización.
En su conclusión del libro, Weber lamentó que la pérdida de la base religiosa del espíritu del capitalismo haya llevado a una especie de servidumbre involuntaria a la industria mecanizada.

El puritano quería trabajar en la vocación; nos vemos obligados a hacerlo. Porque cuando el ascetismo se trasladó de las células monásticas a la vida cotidiana y comenzó a dominar la moral mundana, hizo su parte en la construcción del tremendo cosmos del orden económico moderno. Este orden está ahora ligado a las condiciones técnicas y económicas de la producción de máquinas que hoy determinan la vida de todos los individuos que nacen en este mecanismo, no sólo los directamente interesados en la adquisición económica, con una fuerza irresistible. Quizás así los determine hasta que se queme la última tonelada de carbón fosilizado. En opinión de Baxter, el cuidado de los bienes externos solo debería recaer sobre los hombros del «santo como un manto ligero, que puede desecharse en cualquier momento». Pero el destino decretó que la capa se convertiría en una jaula de hierro. (Página 181, edición de 1953 de Scribner.)

Weber sostuvo que si bien las ideas religiosas puritanas habían tenido un impacto significativo en el desarrollo de los sistemas económicos en Europa y Estados Unidos, también había otros factores en juego. Incluyeron una relación más estrecha entre las matemáticas y la observación, el valor mejorado de la erudición, la sistematización racional de la administración gubernamental y un aumento en las iniciativas empresariales. Al final, el estudio de la ética protestante, según Weber, investigó una parte del desapego de la  magia, que podría verse como una característica única de la cultura occidental.: 60 

### Conclusiones
En las notas finales, Weber afirma que abandonó la investigación sobre el protestantismo porque su colega Ernst Troeltsch, un profesional teólogo, había comenzado a trabajar en «Las enseñanzas sociales de las Iglesias y sectas cristianas». Otro motivo de la decisión de Weber fue que el trabajo de Troeltsch ya logró lo que deseaba en esa área, que está sentando las bases para el análisis comparativo de religión y sociedad. Weber fue más allá del protestantismo con su investigación, pero continuaría investigando sobre sociología de la religión dentro de sus trabajos posteriores (el estudio del Judaísmo y las religiones de China y India.: 49 
Este libro es también el primer roce de Weber con el concepto de  racionalización. Su idea del capitalismo moderno como resultado de la búsqueda religiosa de la riqueza significó un cambio a un medio racional de existencia, la riqueza. Es decir, en algún momento el razonamiento calvinista que informaba al «espíritu» del capitalismo dejó de depender del movimiento religioso subyacente detrás de él, dejando solo el capitalismo racional. En esencia, entonces, el «espíritu del capitalismo» de Weber es eficaz y más ampliamente un espíritu de racionalización.

## Recepción
El ensayo también puede interpretarse como una de las críticas de Weber a Karl Marx y sus teorías. Si bien el materialismo histórico de Marx sostenía que todas las instituciones humanas, incluida la religión, se basaban en fundamentos económicos, muchos han visto que «La ética protestante» da la vuelta a esta teoría al implicar que un movimiento religioso fomentó el capitalismo, no al revés.[cita requerida]
Otros estudiosos han adoptado una visión más matizada del argumento de Weber. Weber afirma en el cierre de este ensayo, «por supuesto, no es mi objetivo sustituir una interpretación causal materialista unilateral por una interpretación causal espiritualista igualmente unilateral de la cultura y la historia. Cada una es igualmente posible, pero cada una si lo hace no sirve como preparación, sino como conclusión de una investigación, logra igualmente poco en interés de la verdad histórica». El argumento de Weber puede entenderse como un intento de profundizar la comprensión de los orígenes culturales del capitalismo, lo que no excluye los orígenes materialistas históricos descritos por Marx: el capitalismo moderno surgió de una afinidad electiva de «material»; y factores «ideales».
María Elvira Roca Barea ha criticado la obra por no tener en cuenta la discriminación a la que eran sometidos los católicos en Alemania.

## Tabla de contenido
Tabla de contenido de la edición de Scribner de 1958, con títulos de sección agregados por Talcott Parsons:
- 'Parte 1. El problema  '
 'I.'  Afiliación religiosa y estratificación social
 'II.'  El espíritu del capitalismo
 'III.'  La concepción de Lutero del llamamiento. Tarea de la Investigación.
- 'Parte 2. La ética práctica de las ramas ascéticas del protestantismo.' 
 'IV.'  Los fundamentos religiosos del ascetismo mundano
- :: A. Calvinismo
- ::: Predestinación; Eliminación de Magia; Racionalización del mundo; Certeza de salvación; Luteranismo vs. Calvinismo; Catolicismo contra calvinismo; Monaquismo contra puritanismo; Ética metódica; Idea de prueba.
- :: B. Pietismo
- ::: Emocionalismo; Spener; Francke; Zinzendorf; Pietismo alemán.
- :: C. Metodismo
- :: D. Las sectas del bautismo
- ::: Bautista y Cuáquero; Principio de la secta; El ascetismo mundano interior; Transformación del mundo.
- 'V.'  El ascetismo y el espíritu del capitalismo
Richard Baxter; Significado del trabajo; Justificación de beneficios; Capitalismo judío versus capitalismo puritano; Puritanismo y Cultura; Ahorro y Capital; Paradoja del ascetismo y los ricos; Al servicio de ambos mundos; Ética Capitalista Ciudadana; Jaula de hierro del capitalismo.

## Crítica

### Metodología
La afirmación causal de Weber de que la ética protestante condujo al capitalismo ha sido criticada por problemas de  endogeneidad y problemas de selección de casos. En lugar del protestantismo que conduce al capitalismo, puede darse el caso de que los individuos y las comunidades que eran más propensos al capitalismo también fueran más propensos a adoptar el protestantismo.

### Crítica económica
En un artículo publicado el 10 de noviembre de 2009, el economista de Harvard Davide Cantoni probó la hipótesis protestante de Weber utilizando el crecimiento demográfico y económico en la Alemania del segundo milenio como conjunto de datos, con resultados negativos. Cantoni escribe:

Usando cifras de población en un conjunto de datos que comprende 276 ciudades en los años 1300-1900, no encuentro efectos del protestantismo en el crecimiento económico. El hallazgo es robusto para la inclusión de una variedad de controles y no parece depender de la selección de datos o del pequeño tamaño de la muestra. Además, el protestantismo no tiene ningún efecto cuando interactúa con otros probables determinantes del desarrollo económico. También analizó la endogeneidad de la elección religiosa; Las estimaciones de variables instrumentales de los efectos del protestantismo son similares a los resultados de OLS.

Sin embargo, Cantoni utiliza el tamaño de la ciudad, y no el crecimiento relativo del salario real, que era la tesis de Weber, como su «principal variable dependiente» (Cantoni, 2).
Dudley y Blum escriben:

La evidencia de la caída de los salarios en las ciudades católicas y el aumento de los salarios en las ciudades protestantes entre 1500 y 1750, durante la difusión de la alfabetización en la lengua vernácula, es incompatible con la mayoría de los modelos teóricos de crecimiento económico. En The Protestant Ethic, Weber sugirió una explicación alternativa basada en la cultura. Aquí, un modelo teórico confirma que un pequeño cambio en el costo subjetivo de cooperar con extraños puede generar una profunda transformación en las redes comerciales. Al explicar el crecimiento urbano en la Europa moderna temprana, las especificaciones compatibles con las versiones de capital humano del modelo neoclásico y la teoría del crecimiento endógeno se rechazan a favor de una formulación de «mundo pequeño» basada en la tesis de Weber.

Daron Acemoglu y James A. Robinson en su libro Por qué fracasan los países rechazan la relación entre el progreso económico y el protestantismo escribiendo:

¿Y la ética protestante de Max Weber? Aunque puede ser verdad que los países predominantemente protestantes, como los Países Bajos e Inglaterra, fueron los primeros con éxitos económicos de la era moderna, hay poca relación entre la religión y el éxito económico. Francia, país predominantemente católico, copió rápidamente los resultados económicos de los holandeses y los ingleses en el siglo XIX e Italia es tan próspera como cualquiera de esos países hoy en día. Si miramos más hacia el este, veremos que ninguno de los éxitos económicos del este de Asia tiene nada que ver con ningún tipo de religión cristiana, así que no hay muchos argumentos que apoyen la existencia de una relación especial entre el protestantismo y el éxito económico en este aspecto.

### Crítica revisionista
H. M. Robertson, en su libro Aspects of Economic Individualism, argumentó en contra de las afirmaciones históricas y religiosas de Weber. Robertson señala que el capitalismo comenzó a florecer no en Gran Bretaña, sino en la Italia del siglo XIV, una época decididamente diferente. Dado que esto es cierto, entonces el surgimiento del capitalismo no puede atribuirse a Adam Smith, la Reforma Protestante, etc. De hecho, Robertson va más allá y afirma que lo que sucedió en Gran Bretaña fue más bien un retroceso de lo que se logró en Italia siglos antes.
Al observar la historia del desarrollo del pensamiento económico, Robertson muestra que Adam Smith y David Ricardo no fundaron la ciencia económica «de novo». De hecho, la teoría económica liberal fue desarrollada por católicos franceses e italianos, quienes fueron influenciados por la Escolástica. El pensamiento económico británico fue más bien un paso atrás ya que abrazó la teoría del valor trabajo, que ya había sido probada incorrecta por la Escuela de Salamanca.
Elvira Roca Barea, profesora de la Universidad de Harvard, señala que Weber no tuvo en cuenta en sus investigaciones las duras condiciones legales en las que vivían los católicos en las naciones de mayoría protestante, las quitas de tierras que habían sufrido y la imposibilidad legal de heredar, lo que les impide acumular capital a lo largo de generaciones. Por otra parte, no se señalan los desarrollos en la industria fabril y financiera que tuvieron lugar en el norte de Italia y en España; lo que contradice la tesis de un capitalismo producto de las condiciones sociales dadas por el protestantismo, pues se hace evidente que el capitalismo como intercambio y generación de capital existía incluso antes de la Reforma protestante y se desarrolló primero en países de tradición católica.

### Otras críticas
Recientemente se ha sugerido que el protestantismo ha influido positivamente en el desarrollo capitalista de los respectivos sistemas sociales, no tanto a través de la «ética protestante», sino más bien a través de la promoción de la alfabetización. Sascha Becker y Ludger Wossmann de la Universidad de Múnich mostró que los niveles de alfabetización que difieren en áreas religiosas pueden explicar suficientemente las brechas económicas citadas por Weber. Los resultados fueron apoyados incluso bajo un modelo de difusión concéntrica del protestantismo usando la distancia de Wittenberg como modelo.
La conclusión de Weber también ha sido criticada por ignorar las dimensiones étnicas. Weber se centró en la religión, pero ignoró el hecho de que Alemania contenía una gran número de polacos en Alemania debido a las particiones de Polonia; y los polacos eran principalmente católicos. Como tal, los académicos han sugerido que lo que observó Weber fue de hecho «discriminación contra los polacos» visible en los diferentes niveles de ingresos, ahorros y alfabetización entre alemanes y polacos.
El destacado historiador francés Fernand Braudel, considerado uno de los más grandes de los historiadores modernos, criticó vigorosamente la teoría de Weber, señalando su falta de fundamento y veracidad, afirmando:

Todos los historiadores se han opuesto a esta tenue teoría, aunque no han conseguido deshacerse de ella de una vez por todas. Sin embargo, es claramente falso. Los países del norte tomaron el lugar que antes habían ocupado durante tanto tiempo y de manera tan brillante los viejos centros capitalistas del Mediterráneo. No inventaron nada, ni en tecnología ni en gestión empresarial. Amsterdam copió a Venecia, como Londres copiaría posteriormente a Amsterdam, y como Nueva York copiaría algún día a Londres.

El historiador francés Jacques Heers en La invención de la Edad Media también criticó la obra.

## Soporte
En 1958, el sociólogo estadounidense Gerhard Lenski realizó una investigación empírica sobre el «impacto de la religión en la política, la economía y la vida familiar» en el área de Detroit, Míchigan. Reveló, entre otras ideas, que había diferencias significativas entre los católicos por un lado y los protestantes (blancos) y judíos por otro lado con respecto a la economía y las ciencias. Los datos de Lenski respaldaron las hipótesis básicas del trabajo de Weber La ética protestante y el espíritu del capitalismo. Según Lenski: «La contribución del protestantismo al progreso material ha sido en gran parte subproductos involuntarios de ciertos rasgos protestantes distintivos. Este fue un punto central en la teoría de Weber». Lenski notó que más de cien años antes de Weber, John Wesley, uno de los fundadores de la Iglesia metodista, había observado que «la diligencia y la frugalidad» hacían ricos a los metodistas. «En una era temprana, el ascetismo protestante y la dedicación al trabajo, como lo señalaron Wesley y Weber, parecen haber sido patrones de acción importantes que contribuyeron al progreso económico. Ambos facilitaron la acumulación de capital, tan críticamente importante para el crecimiento económico y el desarrollo de las naciones».
El teólogo alemán Friedrich Wilhelm Graf señala: «Sociólogos de la religión como Peter L. Berger y  David Martin han interpretado la revolución protestante en América Latina como un apoyo implícito de elementos de la tesis de Weber. [...] En cualquier caso, muchas personas piadosas interpretan su transición de la Iglesia católica a las congregaciones protestantes  pentecostales en términos de una idea moral que promete ganancias económicas a largo plazo a través de fuerte ascetismo interior del mundo. La estricta autodisciplina ascética que se ha institucionalizado con éxito en las congregaciones pentecostales, la disposición a trabajar más y con mayor esfuerzo y a adoptar actitudes menos pausadas llevan a muchos cristianos pentecostales a creer que su nueva fe en Dios está respaldada por sus éxitos económicos».

## Otras lecturas
- Mill, John Stuart. On Liberty: A Translation into Modern English. ISR Publications, 2013. Editorial foreword: Christianity and liberty.
- Albrow, Martin (1990). Max Weber's Construction of Social Theory. London: MacMillan.
- McKinnon, AM (2010). «Elective affinities of the Protestant ethic: Weber and the chemistry of capitalism». Sociological Theory 28 (1): 108-126. S2CID 144579790. doi:10.1111/j.1467-9558.2009.01367.x. hdl:2164/3035.
- O'Toole, Roger (1984). Religion: Classical Sociological Approaches. Toronto: McGraw Hill.
- Parkin, Frank (1983). Max Weber. London and New York: Routledge.
- Poggi, Gianfranco (1983). Calvinism and the Capitalist Spirit: Max Weber's Protestant Ethic. Amherst: University of Massachusetts Press.
- Shea, Michael (2015). «The Protestant Ethic and the Language of Austerity». Discover Society. 6 de octubre de 2015. Archivado desde el original el 24 de febrero de 2021. Consultado el 6 de abril de 2021.
- Tawney, Richard Henry (1922). Religion and the Rise of Capitalism: A Historial Study. London, John Murray.